# Jan Skaradziński
Jan Skaradziński (ur. 1963) – polski dziennikarz muzyczny. 

## Życiorys
Ukończył polonistykę na Uniwersytecie Warszawskim. W prasie debiutował w połowie lat 80. Pisał do prasy młodzieżowej i telewizyjnej oraz do „Życia Warszawy” W 1986 podjął współpracę z branżowym miesięcznikiem „Non Stop”, z którego na początku lat 90 trafił do „Rock’N’Rolla" W połowie lat 90. uczestniczył w zakładaniu pisma „Machina”. 
W 1994 zadebiutował książką o zespole: Dżem. Ballada o dziwnym zespole, która doczekała się trzech wydań. Osobie Ryszarda Riedla poświęcona jest książka Rysiek z 1999, w 2014 mającą wydanie rozszerzone. Czterech wydań doczekała się Encyklopedia polskiego rocka (1996, współautor: Leszek Gnoiński). Z Marzeną Tarką napisał pierwszą polską biografię ABBY Zwycięzca bierze wszystko (2000), z Mariuszem Szalbierzem biografię Sławka Wierzcholskiego Chory na bluesa (2002), z Jurkiem Owsiakiem historię Przystanku Woodstock. Historia najpiękniejszego festiwalu świata(2010). Z Konradem Wojciechowskim firmuje monumentalny szkic Piosenka musi posiadać tekst. I muzykę. 200 najważniejszych utworów polskiego rocka (2017).
Napisał uzupełnienia polskich wydań biografii Dire Straits, Black Sabbath, Yes, AC/DC, Pearl Jam. Jest redaktorem książek poświęconych Acid Drinkers, Pearl Jam, Kultowi, O.N.A., Santanie, Perfectowi i polskiego wydania „Młota bogów” o Led Zeppelin. Opracował wielopłytowe płytowe boxy Lady Pank (2007), Jacka Skubikowskiego (2011) i Sztywnego Pala Azji (2012). Napisał wprowadzenia do serii płytowej „Gwiazdy polskiej muzyki lat 80.” dodawanej do „Dziennika” i do kilku płyt z serii Złota Kolekcja oraz do wielu DVD Dżemu i wznowień CD tego zespołu, ściśle współpracując z Dżemem również w zakresie internetowych potrzeb tej grupy.  